# Tato (artista)
Guglielmo Sansoni, detto Tato (Bologna, 1896 – Roma, 1974), è stato un artista futurista italiano, uno dei protagonisti dell'aeropittura.

## Biografia
Formatosi come autodidatta, fu pittore, fotografo, scenografo e regista, avvicinandosi al Futurismo nel 1918.
Durante la prima guerra mondiale, per la quale si arruolò volontariamente, strinse amicizia con Umberto Boccioni e Mario Sironi.

### Formazione futurista
Nel 1920 organizzò un finto funerale per "morire" come Guglielmo Sansoni e rinascere come Tato futurista. Incontrò Filippo Tommaso Marinetti per la prima volta a Bologna nel 1922 (città dove fu tra i promotori del movimento futurista cittadino denominato Gruppo futurista bolognese, assieme ad Angelo Caviglioni, Leo Longanesi, Aldo Giovannini, Fanelli e Federico Valli) e ne divenne amico. 
Con Marinetti, organizzò anche una mostra futurista itinerante, partendo da Bologna e giungendo poi a Parma, Torino e Salsomaggiore.

### Manifesto dell'Aeropittura

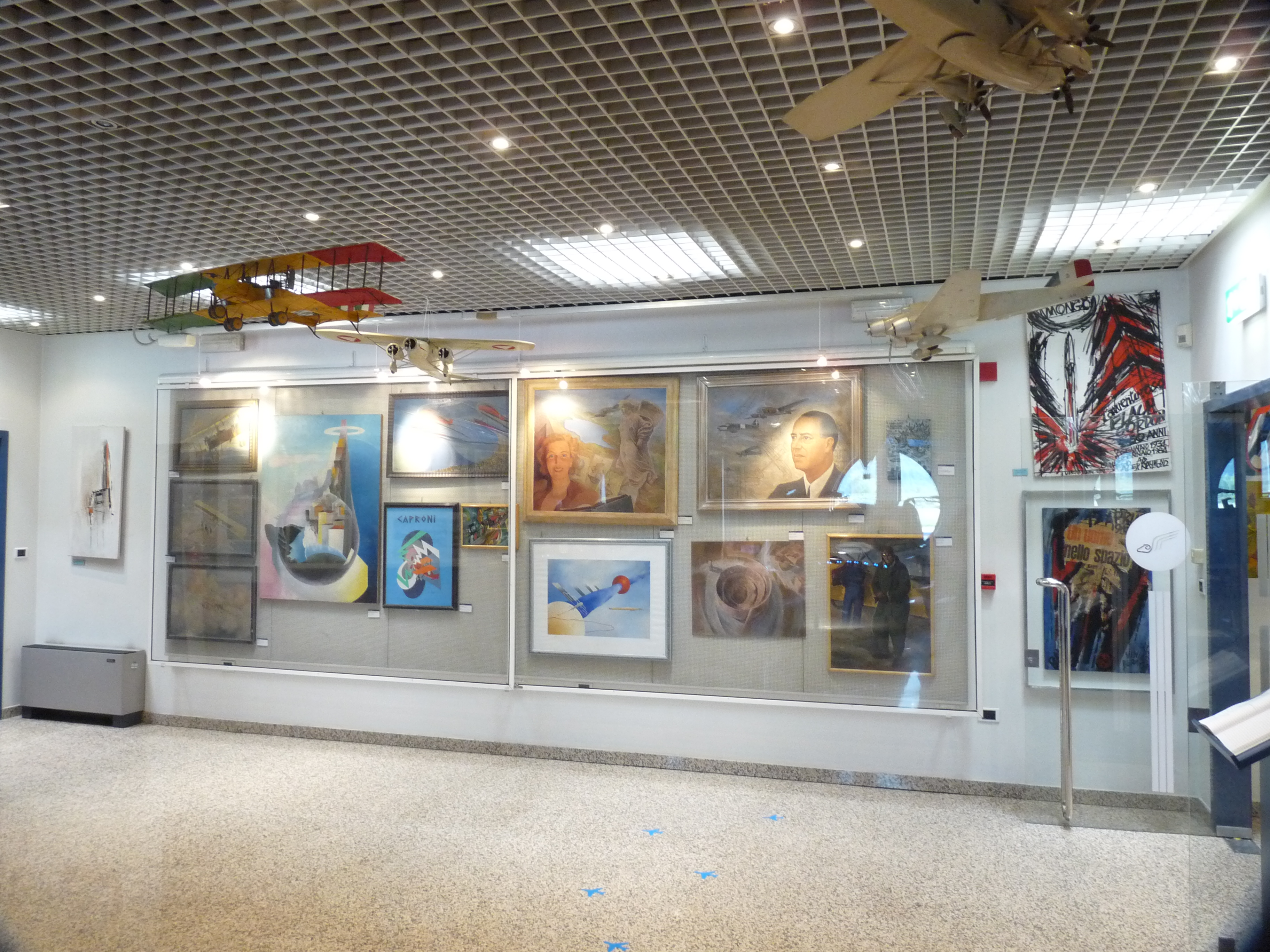
Pinacoteca all'entrata del Museo dell'aeronautica Gianni Caproni, con opere di Tato, Depero e altri

Dopo essersi trasferito a Roma nel 1924, nel 1929 assieme ad altri futuristi pubblicò sulla Gazzetta del Popolo il Manifesto dell'Aeropittura.

### Ceramiche
Apprese i primi rudimenti nel campo alla fabbrica bolognese Minghetti. Al termine della Guerra, espose alcuni lavori alla Mostra di Arti Decorative di Roma e successivamente altri lavori alla Triennale di Venezia e alle Esposizioni Internazionali di Berlino, Vienna, Parigi, New York, Bruxelles e Amsterdam, ottenendo riconoscimenti e premi.
Sono del 1928 le sue prime ceramiche futuriste alla fornace di Vietri sul Mare. Negli anni Trenta si afferma con le sue aeroceramiche. Nel 1934 partecipò alla II^ Mostra d'Arte Coloniale con alcune piastrelle rettangolari con raffigurazioni inerenti l'Africa e la realtà coloniale mentre l'anno successivo realizzò al Reale Istituto Artistico di Napoli alcune maioliche in stile futurista. Tra il 1933 e il 1938, in collaborazione con la manifattura "M.G.A." di Albissola, si dedicò alla produzione di grandi opere in ceramica tra cui un grande pannello celebrativo della Marcia su Roma, donato dall'artista a Mussolini.

### Fotografia
Dirigendo dal 1926 l'agenzia fotografica La Serenissima, dove attua sprettralizzazioni, solarizzazioni e fotomontaggi, portando avanti il discorso iniziato dai fratelli Bragaglia, Anton Giulio e Arturo, durante il Primo Futurismo, nel settembre 1930 con Marinetti organizza il primo concorso fotografico nazionale e fra quell'anno ed il 1931 proposero il Manifesto della fotografia futurista. Nel 1941 scrisse l'autobiografia Tato Raccontato da Tato.

## Esposizioni
Dopo il trasferimento a Roma, fece una personale alla "Casa d'Arte Bragaglia".
Alla Biennale di Venezia del 1926 espose La processione della Madonna di S. Luca a Bologna, La fiera del villaggio e L’assalto - Fantasia per l’alcova dell’ardito Mario Carli, vincendo il primo premio nel 1930 con Aeroplani; nel 1932 espose Avvitamento, Rovesciata, Spiralata, Paesaggio aereo e Sesquiplano, mentre ebbe una sala personale nell'edizione del 1934.
Alla mostra dei Trentatré Artisti Futuristi del 1929 a Milano portò Dinamismo di tavola, Sensazione di volo I° tempo e Sensazione di volo II tempo. Nuovamente a Milano nel 1931 alla Mostra Futurista di Aeropittura e Scenografia con 27 opere tra cui Sensazione di volo, Prospettiva aerea, Spiralata d’elica, Lancio del paracadute, Idrovelocità, Coppa Schneider, Il senso del vuoto, Stracielo e Ritmi d’aeroplani.
Sempre nel 1931, presenziò alla I Quadriennale nazionale d'arte di Roma e alla Mostra del Sindacato Fascista di belle Arti del Lazio presentando un'originale serie di aeropitture e alla Mostra Futurista del Circolo Artistico di Trieste, esponendo alcuni lavori alla Galleria Pesaro di Milano. L'anno successivo fu presente alla Enrico Prampolini et les Aeropeintres Futuristes Italiens alla Gallerie de Renaissance di Parigi e alla Prima Mostra Futurista di Roma.
Nel 1935 alla II Quadriennale nazionale d'arte di Roma portò 9 opere tra cui Sorvolando Sabaudia, Acrobazie aeree, Quadrimotore e S. 55 su Ostia, tornandovi anche nell'edizione del 1939.

### Retrospettive
- 2014

Alcune sue opere furono esposte alla mostra talianFuturism, 1909–1944, Guggenheim Museum, New York
- 2015

TATO - Sessanta opere del Maestro dell'aeropittura, Galleria Russo, Roma, 5-28/2
TATO FUTURISTA, Cinquanta aeropitture in mostra nel centenario della SIAI Marchetti, Sesto Calende, 13/6-19/7
- 2019

Tato futurista. Inventore dell’aereopittura, Palazzo Valdina, Roma, con una trentina di opere tra cui oli su tela, tempere su carta, dipinti su ceramica e foto originali

## Opere

### Decorazioni
Oltre a quelle eseguite per l'aeroporto di Nicelli a Venezia, per i palazzi delle Poste sia di Trento che Palermo, nel 1927 ne eseguì alcune murarie nell'allora sede del Corriere Padano, aiutato da Mimì Quilici Buzzacchi, e in palazzi e aeroporti italiani (Siracusa, Palermo, Trento, Gorizia).

### Opere singole

#### Dipinti
- Paesaggio in velocità - Ritmi di velocità + luce (1926)[18]
- Incontro di boxe (1925 circa) tempera e inchiostro su tela[19]
- Motociclista (1926 circa)
- Rovesciata (1928)[14]
- Passeggiata a testa in giù (1928-30)[14]
- Caproni 100 in acrobazia (1928-30)[14]
- L'isola dei sogni (1929)
- Sensazioni di volo - terzo tempo (1929)[14]
- Il lavoro (1930) olio su tela[20][21]
- Sorvolando in spirale il Colosseo (Spiralata) (1930) olio su tela[22][14]
- Avvitamento (1930)[14]
- Idro-rosso (1930)[14]
- Paesaggio in velocità - scivolamento d'ala (1930)[14]
- Aeroplani+metropoli (1930)[14]
- Idrovelocità (1931)[14]
- Lo stormo (1931)[14]
- Aeropittura n. 3 (1932)[14]
- Aeropittura (paesaggio aereo) (1933) olio su compensato[19]
- Me ne frego vado in su (1933)[14]
- Me ne frego vado in su con Savoia Marchetti 5 74 (1934)[14]
- Sorvolando Sabaudia (1934)[14]
- Splendore meccanico (1934)[14]
- Canta motore va (1934)[14]
- Bevitore (1935) olio su tavoletta[19]
- Ala littoria (1935)
- Diavolerie di eliche (1936) olio su tela[14][19]
- Spiralata (1936)[14]
- Volo notturno (1936)[14]
- Aeropittura di guerra, Legione alata (1936)[14]
- MIssione aerea (1936-1937)[14]
- Aeropittura (1938)
- Ritratto di Benito Mussolini (1938)[23]
- Aeropittura di guerra Caproni 602 in picchiata su Predappio (1940)[14]
- Aeropittura di guerra. Aerosilurante italiana a caccia di torpediniere (1940)[14]
- Sparvieri in azione (1940) olio su tela[19]
- Sorvolando il mare lago di Sabaudia (1940) olio su tela[19]
- Aeropittura di guerra. Fiat CR42 in ricognizione (1940)[14]
- Aeropittura di guerra. Aeropittura di Junker JU 87 su Malta (1940)[14]
- Folla (1942) olio su tela[19]
- Scomposizione di una lampada (1942 circa) olio su tela[19]
- Sul cielo di Lubiana (1946)olio su tavola[24]
- Aeropittura (1948) olio su tavola[24]
- Aeropaesaggio (1949)
- Vista aerea sul Golfo (1959)
- Formazione di guerra nel Roseo[5][25]
- Veduta di Comacchio olio su tavola[26]

#### Opere su carta[27]
- La Marcia su Roma (1922 circa) tempera su carta incollata su compensato[19]
- Schizzo di Manifesto (1924)
- Le tre comari (1927)
- Il dirigibile Italia al Polo Nord (1928)
- Coppa Schneider (1928)
- Rombo di aeroplano nel paesaggio (1928-1930)
- Aereo Caproni in virata (1930 circa)
- Idrorosso Aeropittura (1930)
- Autoritratto (1930-1939)
- Storia della navigazione (1933)
- Non mi interessa e vado su (1934)
- Aereo da guerra. Legione alata (1936)
- S81 in Spagna (1937)
- Il veggente (1942)
- Bazar (1942)
- Volò in direzione della porta (1942)
- Il dottore con un bianco (1942)
- Sarabanda (1951)
- Paesaggio (1955 circa) olio su cartoncino[24]
- Cavallo (1956)
- Savoia Marchetti SM 81
- Folgore alata
- Operai al lavoro
- Nature morte

Oltre a diverse opere Senza titolo.

#### Fotografie[29]
- Autoritratto tra Caviglioni e Marinetti (1920)
- Autoritratto (1923)
- Donna meccanica (1927)
- Fotogramma (1928-1929)
- L'Aeropittore Tato (1930)
- Tato in colore con la fregola (1930)
- Deformazione, ovvero La Vedova Allegra... (1930)
- Ritratto multiplo di Marinetti (1930)
- Successione fisionomica-dinamica di Marinetti (1930)[19]
- L'Aeropittore Tato (1930)
- Ritratto Spiritistisches (1930)
- Ritratto del poeta G. A. Fanelli (1930)[30]
- Il perfetto borghese (1930)[31]
- Pastore con somarello (camuffamento d'oggetti) (1930)[19]
- Luci nella notte (1930)[19]
- Ritratto di Tullio d'Albisola (1932)
- La stirpe (1933)
- Autoritratto in studio (1935)[32][33]
- Ala littoria (1935) fotoplastico[19]
- Astratti dei fotogrammi

#### Sculture e ceramiche
- Arlecchino (1940)[34]

### Altre produzioni
Oltre a pittura e fotografia, si occupò anche di svariati oggetti d'arredamento, scenografie teatrali, costumi, carri di carnevale e spettacoli, restando molto attivo sino agli anni Quaranta. Opere quasi del tutto disperse, di cui ci resta testimonianza tramite la documentazione fotografica prodotta nelle sue Case d'Arte Futuriste aperte a Roma e Bologna a metà degli anni Venti.